# صنج زجاجي

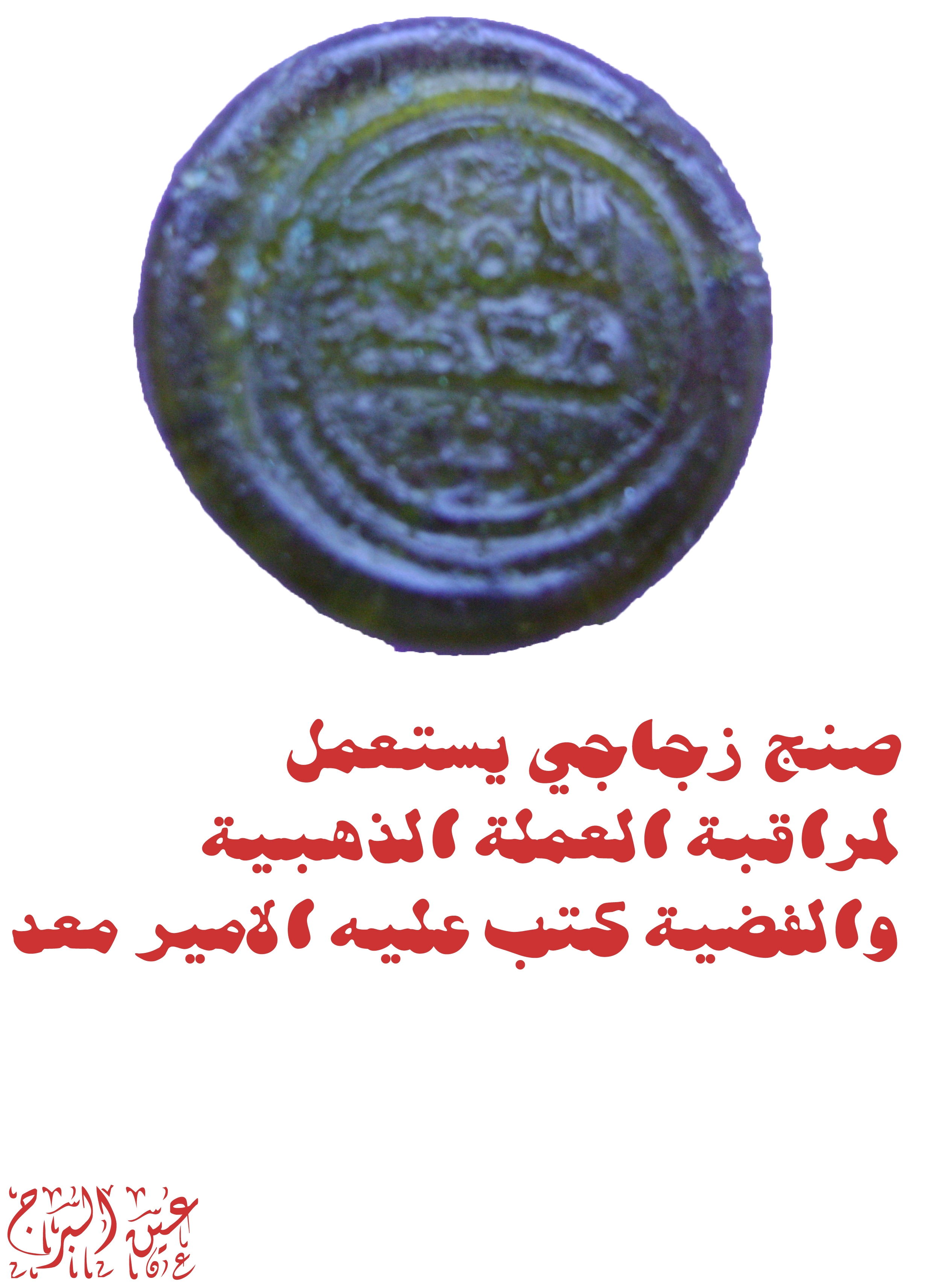
صنج زجاجي عثر عليه بمدينة عين البرج

الصنوج هي عبارة عن قطع زجاجية تشبه النقود مطبوعة على وجه واحد يعتقد العلماء أن الصنوج تستخدم لمراقبة العملة في العصور القديمة، وفي الصورة صنج عثر علية بمدينة عين البرج التاريخية بالجزائر وهو يعود لفترة حكم الفاطميين مكتوب علية باللغة العربية الأمير معد.